# (732) Тьилаки
(732) Тьилаки (лат. Tjilaki) — астероид главного пояса был открытый 11 февраля 1912 года немецким астрономом Адамом Массингером в обсерватории Хайдельберг и назван в честь реки в Индонезии.

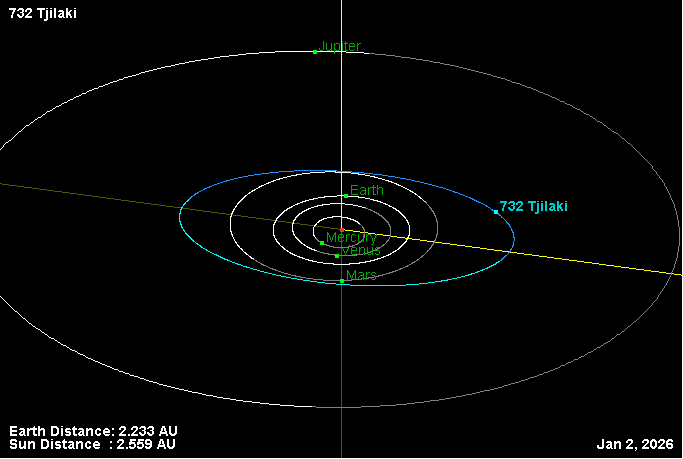
Орбита астероида Тьилаки и его положение в Солнечной системе

7 апреля 2015 года было зафиксировано покрытие этим астероидом двойной звезды 2UCAC 36780702 9,8m.